# 神経芽細胞腫
神経芽細胞腫（しんけいがさいぼうしゅ、英語: Neuroblastoma）は、小児がんの組織型の一種。現在は神経芽腫と呼ばれる。小児がんにおいては白血病についで患者数が多い。神経堤細胞に由来する悪性腫瘍で、主に副腎髄質や交感神経幹から発生する。副腎から発生する腫瘤として発見される。転移先として肝臓、骨、骨髄が多い。
乳幼児に多く発見される。そのため、以前は新生児のスクリーニングテストが行われていたが、新生児の場合はがんが、そのまま縮小してなくなるケースがあり、過剰な治療を行ってしまうとの批判から、今では行われなくなっている。
尿中腫瘍マーカーはVMAとHVA。血清NSEが高値を示す。遠隔転移診断は骨シンチ及びMIBGシンチによる。
一般に18か月までに発症する場合は予後が良いことが多いが、18か月以降の場合は予後不良が多い。また、神経節に生じた腫瘍は予後良好。腫瘍遺伝子N-mycの増幅や染色体重複があると予後不良。日本では年間150例発生する。

## 研究
2009年3月17日から、千葉県がんセンターと千葉大学の連携による「ファイト!小児がんプロジェクト」が世界最大規模の分散コンピューティングWorld Community Grid（BOINC）で開始されている。